# Tập đoàn truyền thông
Tập đoàn truyền thông là một công ty sở hữu số lượng lớn các công ty thuộc về nhiều loại hình truyền thông đại chúng như truyền hình, phát thanh, xuất bản, điện ảnh và Internet.
"Các tập đoàn truyền thông tranh đấu cho các chính sách tạo điều kiện thuận lợi cho quyền lực của họ ở các thị trường trên khắp thế giới." là một mô tả phổ biến thời hiện đại.

## Các ví dụ khác
Một vài trong số các tập đoàn truyền thông nổi tiếng nhất bao gồm:
- 21st Century Fox
- ABS-CBN Corporation
- Advance Publications
- American Media
- BBC
- Bell Media (owned by Bell Canada Enterprises)
- Belo
- Bennet Coleman and Co. Ltd (a.k.a. The Times Group, distinct from Times Newspapers of News Corp)
- Bertelsmann
- Bonnier
- Cablevision
- Canadian Broadcasting Corporation (CBC)
- Clear Channel Communications
- CBS Corporation (owned by National Amusements alongside Viacom)
- Comcast
- Discovery Communications
- Dogan Group Companies
- E. W. Scripps Company
- Fininvest
- Fujisankei Communications Group
- Gannett Company
- Grupo Abril
- Grupo Clarín
- Grupo PRISA
- Grupo Televisa
- Hearst Corporation
- Hubbard Broadcasting
- Ion Media Networks
- The Jim Pattison Media Group (division of Jim Pattison Group)
- Kadokawa DWANGO Corporation
- Lagardère Active (owned by Lagardère Group)
- Liberty Media
- The Mainichi Newspapers Group Holdings
- The New York Times Company
- Neoformat
- News Corp
- Next Media
- NHK
- Organizações Globo
- Postmedia Network
- Quebecor Media
- Rogers Communications
- Schibsted
- Shaw Communications
- Sinclair Broadcast Group
- Sony Corporation of America (owned by Sony)
- Sun-Times Media Group
- Time Warner
- Time Warner Cable
- Tribune Company
- Vice
- Viacom (owned by National Amusements alongside CBS Corporation)
- Village Voice Media
- Vivendi
- The Walt Disney Company
- The Washington Post Company
- The Yomiuri Shimbun Holdings